# Pupetta Maresca
Pour les articles homonymes, voir Maresca (homonymie).
Assunta Maresca mieux connue sous le nom de Pupetta (« Petite poupée »), née à Castellammare di Stabia le 19 janvier 1935 et morte dans la même ville le 29 décembre 2021, est une ancienne reine de beauté qui est devenue une figure de la Camorra. Elle fait « la une » des journaux internationaux au milieu des années 1950 lorsqu'elle a tué par vengeance le mandataire du meurtre de son mari. 

## Biographie

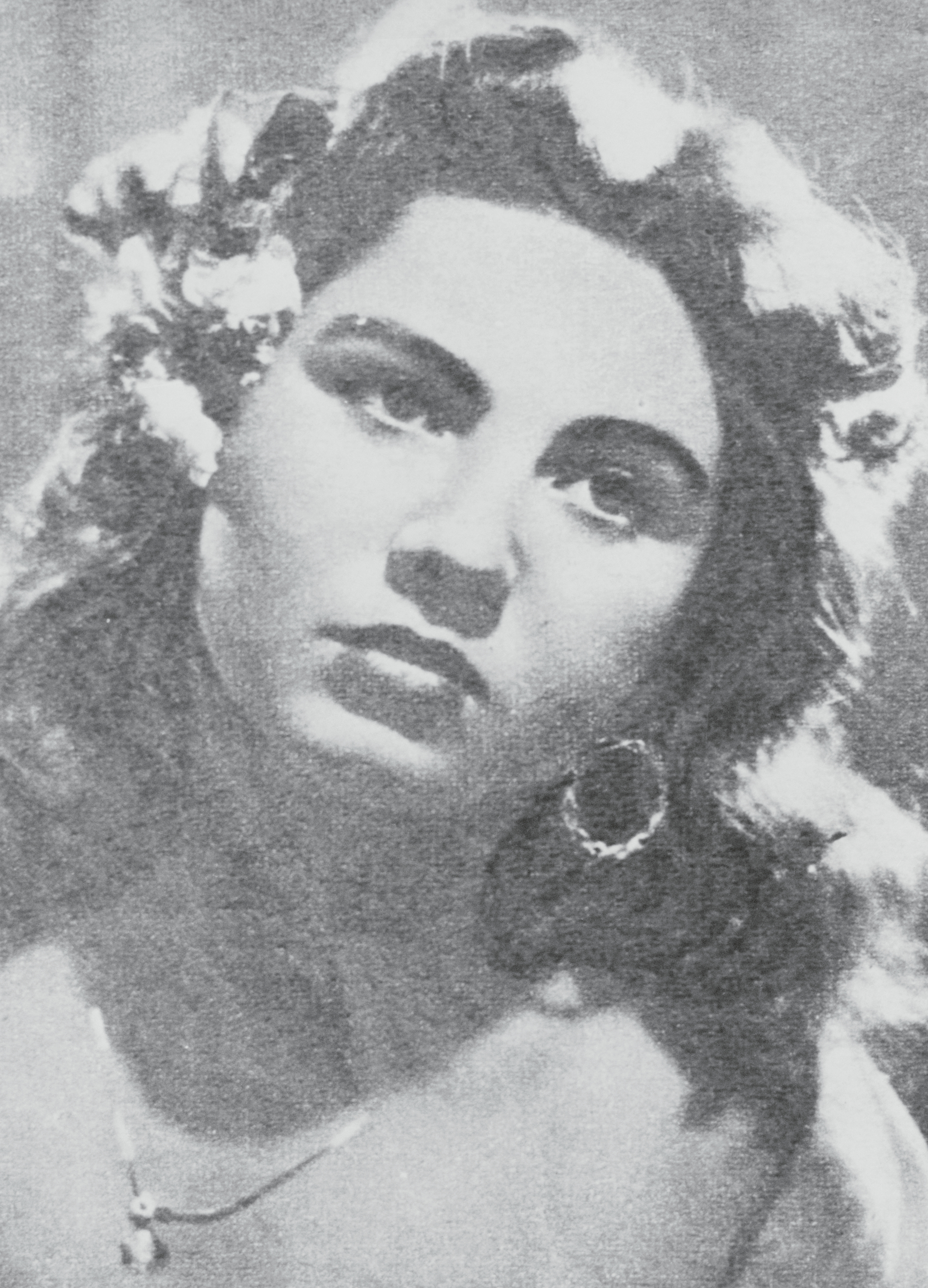
Portrait de la jeune Pupetta Maresca en tant que reine de beauté (1954).

Assunta est la fille de Vincenzo Maresca, un Camorrista qui contrôlait leur ville natale Castellammare di Stabia, au sud de Naples. La famille était connue sous le nom de Lampetielli et gagnait sa vie dans la contrebande de cigarettes. Elle est la seule fille d'une famille de quatre enfants. Petite, jolie et gâtée, elle était surnommée Pupetta (« Petite poupée »). À l'âge de 19 ans, elle remporte un concours de beauté et devient « Miss Rovegliano », un village de la banlieue de Naples.
Elle est courtisée par un guappo, un riche parrain de la Camorra, de Palma Campania, Pasquale Simonetti, connu sous le nom de Pasquale 'e Nola, qui travaille sur le marché des fruits et légumes à Naples et fait le commerce de marchandises de contrebande. Ils se marient le 27 avril 1955.

## La vengeance

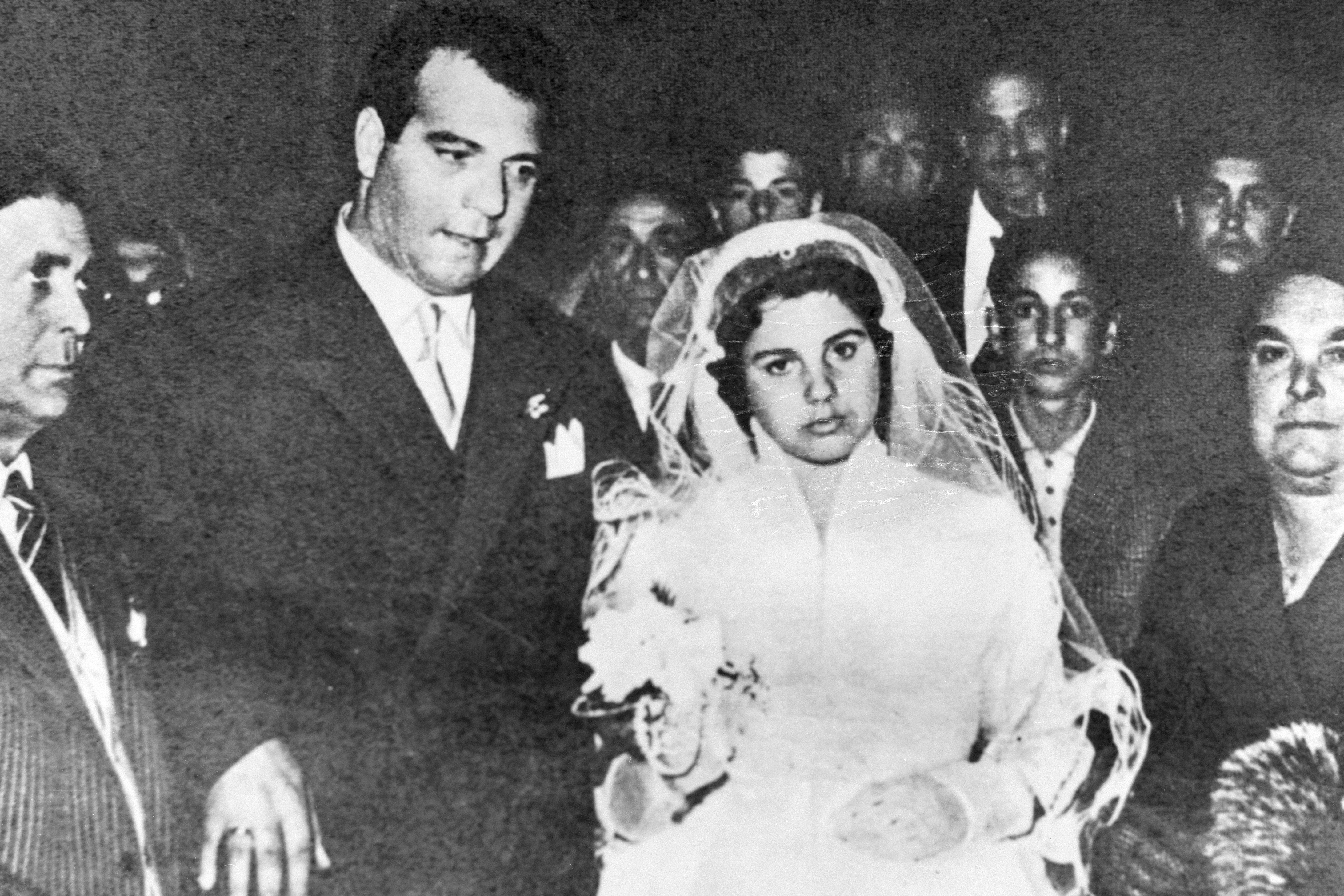
Photo de mariage de Pupetta Maresca et Pasquale Simonetti (1954).

Simonetti gênait les autres Camorristi, et un jour de 1955, il est abattu par Gaetano Orlando, un tueur à gages commandité par un rival Antonio Esposito, un autre Camorrista. Pupetta, enceinte de six mois est dévastée. Devant l'immobilisme de la police, le 4 août 1955, elle se rend  à Naples avec son frère cadet Ciro. Quand elle rencontre Antonio Esposito, elle fouille dans son sac à main et sort un Smith & Wesson .38. Le tenant à deux mains, elle ouvre le feu et tue Esposito.
Le 14 octobre 1955, elle est arrêtée. Le procès commence en avril 1959 devant la cour d'assises de Naples. Le meurtre et le procès font la une des journaux internationaux. Au procès, elle déclare avec défi « Je le referais ! » devant une salle d’audience qui l'applaudit. Un journal la nomme « La diva du crime » et pour la première fois dans l’histoire, le tribunal de Naples autorise l’utilisation de microphones pour que la foule puisse entendre le déroulement du procès.
Des propositions de mariage affluent et un musicien compose une chanson en l'honneur de Pupetta intitulée La legge d'onore (« la loi d'honneur »). Néanmoins, elle est condamnée à 18 ans de prison, peine réduite à 13 ans et 4 mois par la cour d'appel.

## Madame Camorra
Pupetta Maresca donne naissance à son premier enfant en prison. Elle est graciée en 1965, mais « Madame Camorra » comme elle est surnommée, continue d'être impliquée dans des activités criminelles. Elle devient l'amante d'un autre patron de la Camorra, le baron de la drogue Umberto Ammaturo, et donne naissance à des jumeaux. En 1974, alors que son premier fils a 18 ans, il est enlevé et assassiné. Sa mort reste un mystère, mais elle pense que l'assassin est Ammaturo qui nie être au courant de sa mort,. 
Leur séparation en 1982 ne signifie pas la fin des activités de Pupetta dans la Camorra. En février 1982, pendant la guerre entre la Nuova Camorra Organizzata (NCO) et la Nuova Famiglia (NF), elle fait une apparition pour défendre ses hommes lors d'une conférence de presse au cours de laquelle elle défie l'impitoyable patron de la Camorra Raffaele Cutolo, le chef de la NCO. Cutolo avait imposé une «taxe» sur les cigarettes de contrebande et les Maresca ont refusé de la payer. En 1978, Ciro, le frère préféré de Pupetta est blessé, mais en 1982, les hommes de Cutolo l'ont à nouveau menacé en prison
En 1982, elle est arrêtée avec Ammaturo pour le meurtre du médecin légiste Aldo Semerari et pour extorsion de fonds. En juin 1993 Ammaturo, initialement acquitté, avoue finalement le meurtre après être devenu pentito. Pupetta Maresca a purgé quatre ans de prison, puis a vécu à Sorrente.
Elle meurt à Castellammare di Stabia le 29 décembre 2021 à l’âge de 86 ans.

## Dans la culture populaire
La vie de Pupetta Maresca a fait l'objet de plusieurs films : 
- Le Défi (La sfida) (1958), de Francesco Rosi, basé sur l'histoire de Pascalone et Pupetta Maresca[7], avec Rosanna Schiaffino dans le rôle de Pupetta Maresca .
- Il caso Pupetta Maresca (1982) (téléfilm), avec Alessandra Mussolini dans le rôle de Pupetta Maresca.

Maresca n'était pas d'accord avec le scénario du film et en a empêché sa diffusion. Ce n'est que douze ans plus tard, en 1994, que le film a été projeté sur Rai Tre.
- Le courage de la passion (2013), mini série en quatre épisodes, sur Canale 5 de Luciano Odorisio[8].